# Chronica sacri monasterii casinensis
La Chronica sacri monasterii casinensis ("Cronaca del sacro monastero cassinese"), anche conosciuta come Chronica monasterii casinensis ("Cronaca del monastero cassinese") o semplicemente Chronicon casinense ("Cronaca cassinese"), è una cronaca medievale redatta da Leone Marsicano (1046-1115) e poi "continuata" da Pietro Diacono (1107/1110-1159). Il testo tratta della storia dell'abbazia di Montecassino dalla fondazione, ad opera di Benedetto da Norcia nel 529, fino al XII secolo, nonché delle vicende del territorio sottoposto all'abbazia, ovvero lo stato feudale medievale della Terra Sancti Benedicti.
La Chronica è suddivisa in quattro libri, l'ultimo dei quali venne redatto da Pietro Diacono diversi anni dopo la morte di Leone Marsicano.

## Edizioni
Originale in latino:
- Chronica sacri monasterii casinensis, Lutatiae Parisiorum, Ex Officina Ludovici Billaine 1668, a cura di Angelo Della Noce[1], in 2 volumi.

Traduzioni italiane:
- La traduzione integrale italiana è stata pubblicata nel 2016: Leone Marsicano o Hostiense e Pietro Diacono, Cronaca Monastero Cassinese, introduzione e traduzione a cura di Francesco Gigante, Francesco Ciolfi Tipografo-Editore-Libraio, Cassino 2016 (testo latino a fronte)
- Esiste inoltre una precedente traduzione di parte del III libro: Leone Marsicano, Cronaca di Montecassino (III 26-33), a cura di Francesco Aceto e Vinni Lucherini, Jaca Book, Milano 2001